# Malloppo

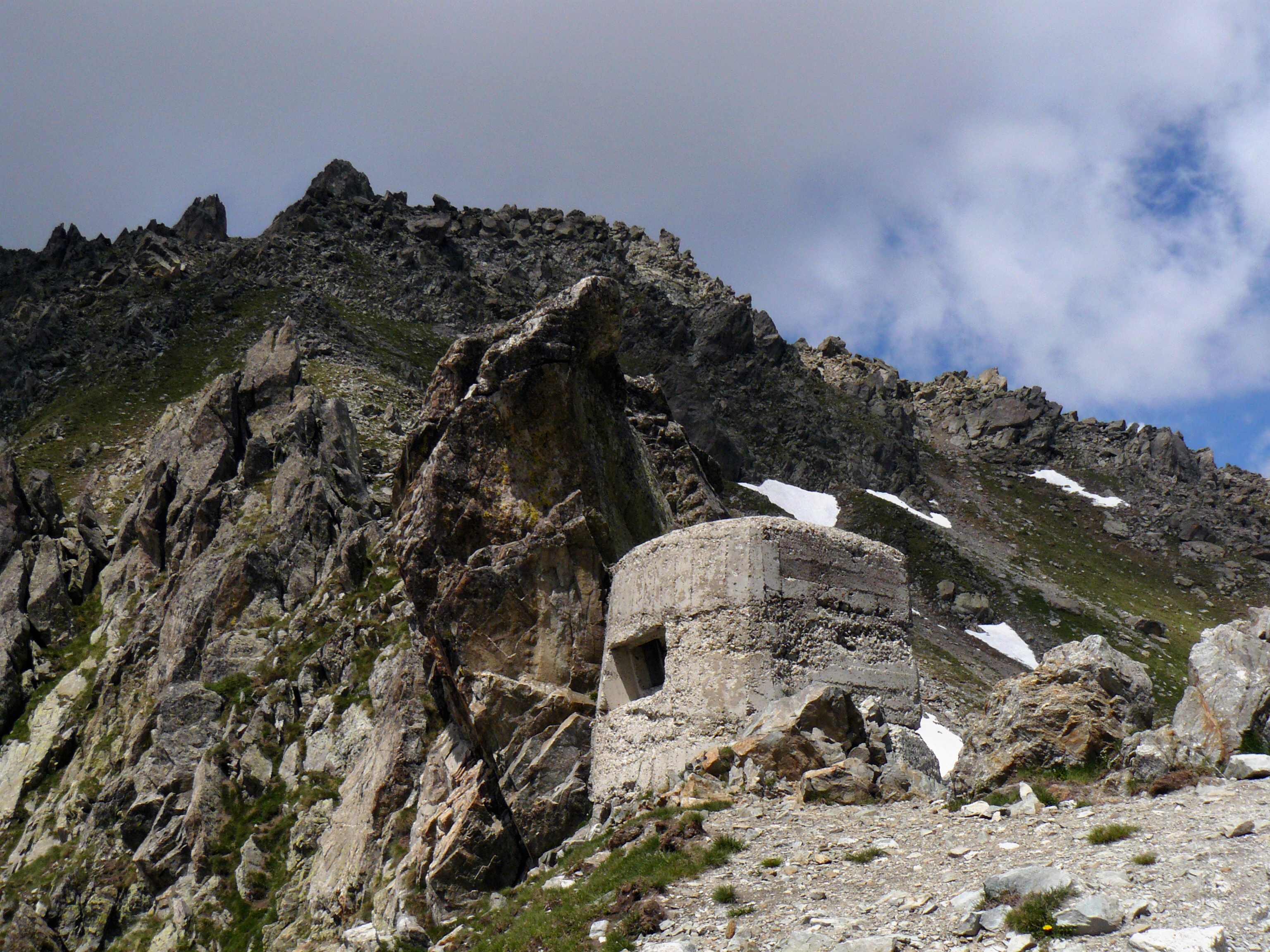
Un malloppo del Vallo Alpino, sul Col Fenestres tra Italia e Francia.

Il malloppo è una piccola opera difensiva, affine alla casamatta ma più piccola, usata intensivamente in Italia durante la seconda guerra mondiale per creare postazioni di osservazione e che ospitassero postazioni di mitragliatrici a poca distanza dalla costa, in modo da poter coprire porzioni di spiagge che fossero dei possibili obbiettivi di sbarco o di vallate come ad esempio nel Vallo Alpino del Littorio.